# Martim I da Sicília
Martim I da Sicília, cognominado o Jovem (1376 - Cagliari, 25 de julho de 1409), foi rei da Sicília (ou de Trinacria) de 1392 até sua morte.

## Biografia
Foi o filho primogênito do então infante Martim de Aragão e de sua primeira esposa, Maria de Luna, filha e herdeira do conde de Luna e senhor de Segorbe, D. Lope. Logo, era neto de Pedro IV de Aragão e sobrinho de João I.
Em 24 de julho de 1389, quando tinha treze anos, graças a uma conspiração, casou com sua prima, a rainha Maria da Sicília. A união, resultado do seqüestro de Maria da parte de Guilherme Raimundo III Moncada e com a aprovação secreta de Pedro IV de Aragão (para que ela não fosse casada com o duque de Milão, João Galeácio Visconti, que já havia começado as negociações) foi fortemente contestada por muitos nobres sicilianos que, com o apoio do papa Bonifácio IX, puderam declarar o casamento inválido. O único disposto a conceder a dispensa necessária para o matrimônio foi o antipapa Clemente VII, que celebrou o casamento.
Em 1392, Martim e Maria desembarcaram na Sicília com uma frota catalã comandada por seu pai para sufocar a rebelião e foi coroado com sua esposa na catedral de Palermo. A resistência foi totalmente aniquilada em 1398. Enquanto lutava para impor seu domínio na Sicília, em 19 de maio de 1396, seu tio, João I de Aragão, morreu sem deixar filhos varões. Foi então sucedido por seu irmão, o pai de Martim, que se tornou herdeiro do reino de Aragão.
Martim e Maria governaram juntos a Sicília até a morte desta, em 25 de maio de 1401. Na época, ele repudiou o tratado de Avinhão e passou a governar sozinho. Casou novamente, em 1402, com a infanta Branca de Navarra, filha do rei Carlos III de Navarra.
Foi encarregado por seu pai a restabelecer o domínio de Aragão sobre a Sardenha, aonde chegou com seu exército em outubro de 1408. Venceu sua última batalha em Sanluri, em 30 de junho de 1409. Todavia, Martim morreu de malária um mês depois, em Cagliari, onde seu corpo foi sepultado.
Depois de sua morte, seu pai o sucedeu como Martim II da Sicília.

### Descendência
Martim e Maria tiveram um filho:
- Pedro (17 de novembro de 1394 - 1400).

Com Branca, também teve um filho:
- Martim (1403 - Valença, agosto de 1407).

Nenhum de seus filhos nascidos dos seus casamentos viveram além da infância. Seu único descendente a sobrevivê-lo foi um filho bastardo, Frederico, que herdou o título de sua avó paterna, conde de Luna. Seu avô, Martim, o Velho, tentou elegê-lo herdeiro do Reino de Aragão, mas não teve sucesso.